# Pia Pensaari
|  | Artikel eintragen | Dieser Artikel wurde aufgrund von inhaltlichen Mängeln in der Qualitätssicherung des Portals Radsport eingetragen. Dies geschieht, um die Qualität der Artikel aus dem Themengebiet Radsport auf ein akzeptables Niveau zu bringen. Bitte hilf mit, die inhaltlichen Mängel dieses Artikels zu beseitigen, und beteilige dich bitte an der Diskussion! |  |

Pia Pensaari (* 8. Oktober 1983 in Ylöjärvi) ist eine finnische Radsportlerin, die Rennen auf Bahn, Straße und Querfeldein bestreitet.

## Sportliche Laufbahn
Pia Pensaari ist seit 2008 im Radsport aktiv. Seitdem hat sie sich zur dominierenden Radsportlerin Finnlands auf der Bahn entwickelt, die das Land regelmäßig bei internationalen Wettbewerben vertritt. Bei den UEC-Bahn-Europameisterschaften 2012 belegte sie Platz zehn im Omnium. Bis einschließlich 2018 errang sie mindestens elf Titel in verschiedenen Bahn-Disziplinen.
Neben dem Bahnradsport ist Pensaari auch bei Querfeldein- sowie Straßenrennen aktiv. 2014 wurde sie Dritte der finnischen Querfeldein-Meisterschaft. Sowohl 2015 wie auch 2018 belegte sie Rang drei bei der nationalen Straßenmeisterschaft. 2016 gewann sie eine Etappe des finnischen Straßenrennens NEA. 2019 wurde sie nach dem Gewinn von zahlreichen nationalen Titeln auf der Bahn erstmals finnische Straßenmeisterin.

## Erfolge

### Bahn
2015
- Finnische Meisterin – Keirin, 500-Meter-Zeitfahren, Einerverfolgung, Omnium

2016
- Finnische Meisterin – Keirin, Scratch

2018
- Finnische Meisterin – Keirin, Teamsprint (mit Sonja Taskinen), Punktefahren, Scratch, Mannschaftsverfolgung (mit Sonja Taskinen und Elin Selina)

2023
- Finnische Meisterin – Einerverfolgung

### Straße
2016
- eine Etappe NEA

2019
- Finnische Meisterin – Straßenrennen